# Éditions de l'Insomniaque
Les éditions de l'Insomniaque est un collectif éditorial basé à Montreuil (Seine-Saint-Denis, Île-de-France, France), créé en 1992 dans le but « d’affirmer la vitalité persistante de l’esprit critique en publiant des textes dissidents que les épiciers d'un marché de la lecture toujours plus normalisé vouent à l'obscurité. »
Les membres du collectif, qui utilisent des pseudonymes comme Julius van Daal, Alexandre Dumal ou Hsi Hsuan-wou, y participent bénévolement. Les prix des livres sont généralement bas, leur recette utilisée pour l'impression et l'achat de papier, les autres tâches de fabrication étant assurées par les membres du collectif.

## Historique
Le premier livre que publie L'Insomniaque est un petit recueil de textes du révolutionnaire mexicain Ricardo Flores Magón, Propos d’un agitateur (réédité par les éditions Libertalia en 2008), illustré de gravures d’époque. Suivent un témoignage sur les milieux anarchistes français des années 1880-90, Les Coulisses de l’Anarchie, de Flor O’Squarr (réédité en poche aux Nuits Rouges); Je m’appelle Reviens, récit autobiographique d’Alexandre Dumal, qui sera réédité en poche (dans la Série noire) avec une préface de Jean-Patrick Manchette.
Ce n'est qu'en 1994, après son installation dans une ancienne usine à Montreuil que L'Insomniaque, désormais pourvu de vastes locaux, d’un diffuseur et de nombreuses complicités, entame un cycle de publications qui font connaître le collectif parmi un lectorat indocile alors en pleine renaissance.
Cette année-la paraissent, entre autres : Depuis les montagnes du Sud-est mexicain, un recueil de textes évoquant à chaud la révolte au Chiapas ; Boxcar Bertha, de Ben Reitman, témoignage sur les milieux marginaux américains de l’entre-deux-guerres (porté à l’écran par Martin Scorsese, avec David Carradine) ; Beau comme une prison qui brûle, de Julius Van Daal, unique relation en langue française des émeutes de 1780 à Londres ; Dans l’État le plus libre du Monde, de Ret Marut alias B. Traven, recueil de textes du mystérieux auteur du Trésor de la Sierra Madre, du temps où il participait à la Révolution allemande de 1918-1919.
L'année suivante, en 1995, qui se termine en France par un vaste mouvement de grèves et de manifestations, L'Insomniaque publie notamment l’ouvrage historique de référence de Ngô Văn sur les mouvements sociaux en Indochine : Viêt-nam 1920-1945. Il fait également paraître, cette année-là, la somme des Écrits d’Alexandre Marius Jacob, cambrioleur anarchiste puis bagnard indomptable.
En 1996 paraît Durruti 1896-1936, album de photos inédites retraçant les combats du célèbre bandit et guérillero espagnol, l’épopée de la colonne de combattants anarchistes à laquelle il donna son nom et la collectivisation des terres dans l'Aragon défendue par ladite colonne.
En 1997 paraît Marx versus Stirner, de Daniel Joubert (mort l’année précédente), l'un des principaux initiateurs du scandale de l’université de Strasbourg en 1967 et coauteur avec André Bertrand du Retour de la Colonne Durruti, bande dessinée subversive dont le financement (en même temps que celui de De la misère en milieu étudiant de Mustapha Khayati et de mémorables concerts de rock'n'roll) se fit aux frais des corporations étudiantes infiltrées par des admirateurs de Guy Debord et de Vince Taylor. À l'occasion du rattachement de Hong Kong à la Chine, L'Insomniaque publie Bureaucratie, bagnes et business de Hsi Hsuan-wou et Charles Reeve qui décrit l'irruption du capitalisme « sauvage » au profit de la caste bureaucratique qui tient l'empire du Milieu sous sa coupe.
L'Insomniaque, sans cesser de publier, connaît ensuite une crise interne qui culmine au moment du « mouvement des chômeurs » de 1998 et voit ses effectifs se réduire (L'Insomniaque publie cette année-là un recueil de textes dudit mouvement : Le Lundi au soleil).
En 1999, L'Insomniaque lance une collection de petit format : « À couteaux tirés » (interrompue en 2000) qui comptera une douzaine de titres, parmi lesquels La Légende du Grand Inquisiteur de Fiodor Dostoïevski (avec une postface de Maximilien Rubel) et Futur primitif de John Zerzan, manifeste technophobe précédé d’une narration de l'affaire Unabomber.
En 2000, L'Insomniaque consacre le gros de son énergie à faire paraître une anthologie de textes et d'images dénonçant la propension qu'a l'homme à enfermer son prochain, Au Pied du mur, recueil qui souligne la nécessité d'« en finir avec toutes les prisons ». C’est aussi l'année où paraît le premier volet des souvenirs inachevés de Ngô Văn : Au Pays de la cloche fêlée.
L'année suivante, L'Insomniaque publie notamment L’Homme hérissé d’Yves Pagès, anatomie du double meurtre de policiers par un ouvrier nommé Liabeuf, survenu à Paris, non sans retentissement, en 1910 ; et La Grève des électeurs d’Octave Mirbeau, petit classique de l’anti-électoralisme libertaire que L'Insomniaque rééditera en 2007, augmenté d’un choix de citations « inciviques ».
En juin 2002, L'Insomniaque publie pour la troisième fois un recueil de documents et témoignages, richement illustré, sur les troubles du Mexique : Hommes de maïs, cœurs de braise met en lumière les résistances indiennes à la mondialisation. En mai était paru Putain d’usine, succession de tranches de vie sur un gigantesque site chimique, due à la plume de Jean-Pierre Levaray. Ce petit livre sans prétentions littéraires connaîtra, lentement mais sûrement, un succès inhabituel pour ce genre d’ouvrage et sera adapté en 2006 dans un film documentaire, pareillement intitulé, de Rémy Ricordeau. Sa réédition accompagnée du DVD du film sera la première publication de L'Insomniaque à proposer l'édition conjointe d'un film associé à un livre: suivront deux autres films du même réalisateur, "Bricoleurs de paradis" en 2011, accompagnant "Eloge des Jardins anarchistes" et "Denise et Maurice, dresseurs d'épouvantails" en 2016, accompagnant l'ouvrage au titre éponyme. 
En 2003, L'Insomniaque lance une collection de brochures à 1 euro (interrompue en 2005 après une vingtaine de titres), « De l’huile sur le feu », inaugurée par un pamphlet contre le travail d’Alexandre Dumal : TNT. C’est dans cette collection, principalement distribuée dans les bistrots et autres lieux de rencontre que paraîtra Via libre !, petit recueil de textes en soutien à Cesare Battisti, vieil ami de L'Insomniaque persécuté par deux États : Battisti lui avait ouvert peu avant son journal en ligne également nommé Via libre, permettant ainsi à L'Insomniaque d’exposer, sur ce média encore balbutiant, sa conception antimarchande du livre et de l'édition.
L'année 2004 est marquée pour L'Insomniaque par la réédition des Écrits d'Alexandre Jacob, dans une édition augmentée ; la parution à son enseigne du récit, plein d'humour et de poésie d'un allocataire réduit à la disette et tâchant de s'y adapter, Les Aventuriers du RMI, de Jérôme Akinora ; et d’Un peu de l’âme des mineurs du Yorkshire, de John et Jenny Dennis qui revient sur la grande grève des mineurs anglais et gallois de 1984-85, prélude douloureux à la vague « néolibérale » qui déferle depuis sur l'Europe. C’est aussi l’année où meurt Ngô Văn, membre d’honneur de L'Insomniaque, auquel il sera rendu un hommage par la publication d’Au Pays d'Héloïse, qui rassemble des fragments de ses souvenirs parisiens, divers textes et images dus à sa plume, à son crayon ou à son pinceau.
Un changement de diffuseur et un déménagement obligent L'Insomniaque à suspendre ses activités éditoriales pendant l’année 2005. À présent diffusé par Court-circuit, L'Insomniaque a fait paraître depuis une douzaine de titres, parmi lesquels une édition de la Pétition pour des villageois que l’on empêche de danser de Paul-Louis Courier, célèbre pamphlet précédé d’un virulent avant-propos anticlérical ; ou encore, dans un registre voisin, une édition du manifeste antidieu en alexandrins de Sade, La Vérité. L'Insomniaque a également fait paraître une monographie en couleur du grand graveur mexicain José Guadalupe Posada, Viva Posada. En 2012, Julius Van Daal publie une importante étude sur le mouvement luddite (La Colère de Ludd : la lutte des classes en Angleterre à l'aube de la révolution industrielle).
Au total, L'Insomniaque a fait paraître depuis 1992 près d'une centaine de titres.